# Interstate 27
Interstate 27 (afgekort I-27) is een Interstate Highway in de Verenigde Staten. De snelweg loopt door één staat: Texas. De weg verbindt Lubbock met Amarillo. Daar sluit de I-27 aan op de I-40. Bij Amarillo wordt de I-27 ook wel Canyon Expressway genoemd. 

## Belangrijke steden aan de I-27
Lubbock - Plainview - Canyon - Amarillo

## Externe link

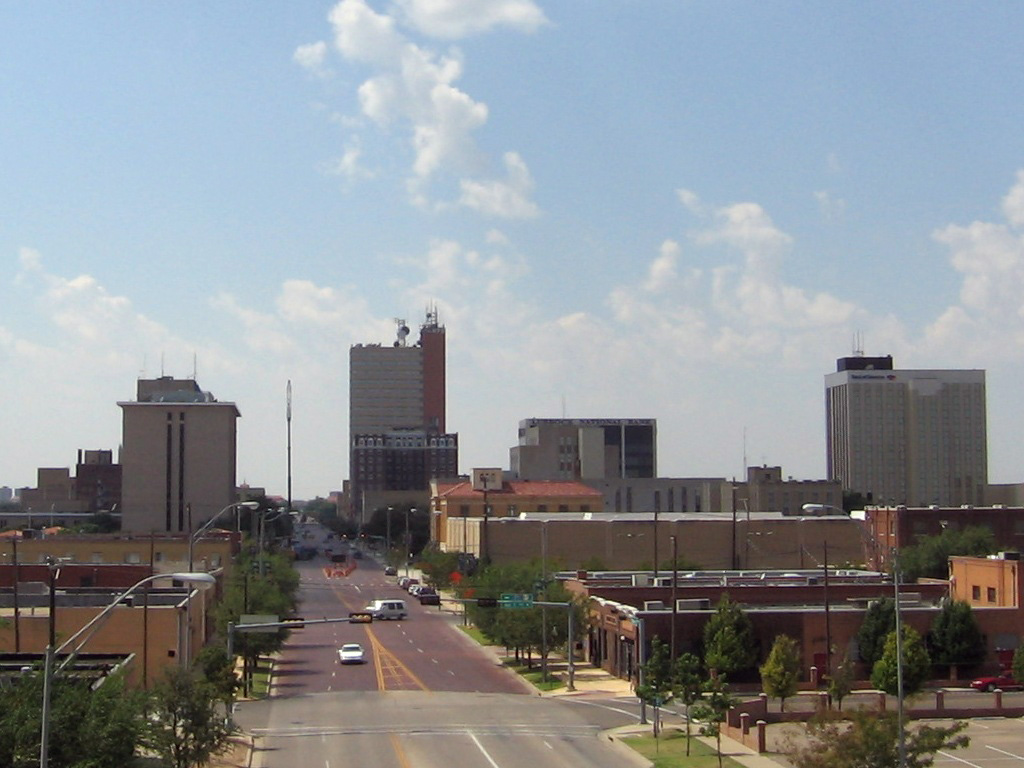
Interstate 27 in Lubbock